# Королевство Венгрия (1920—1946)

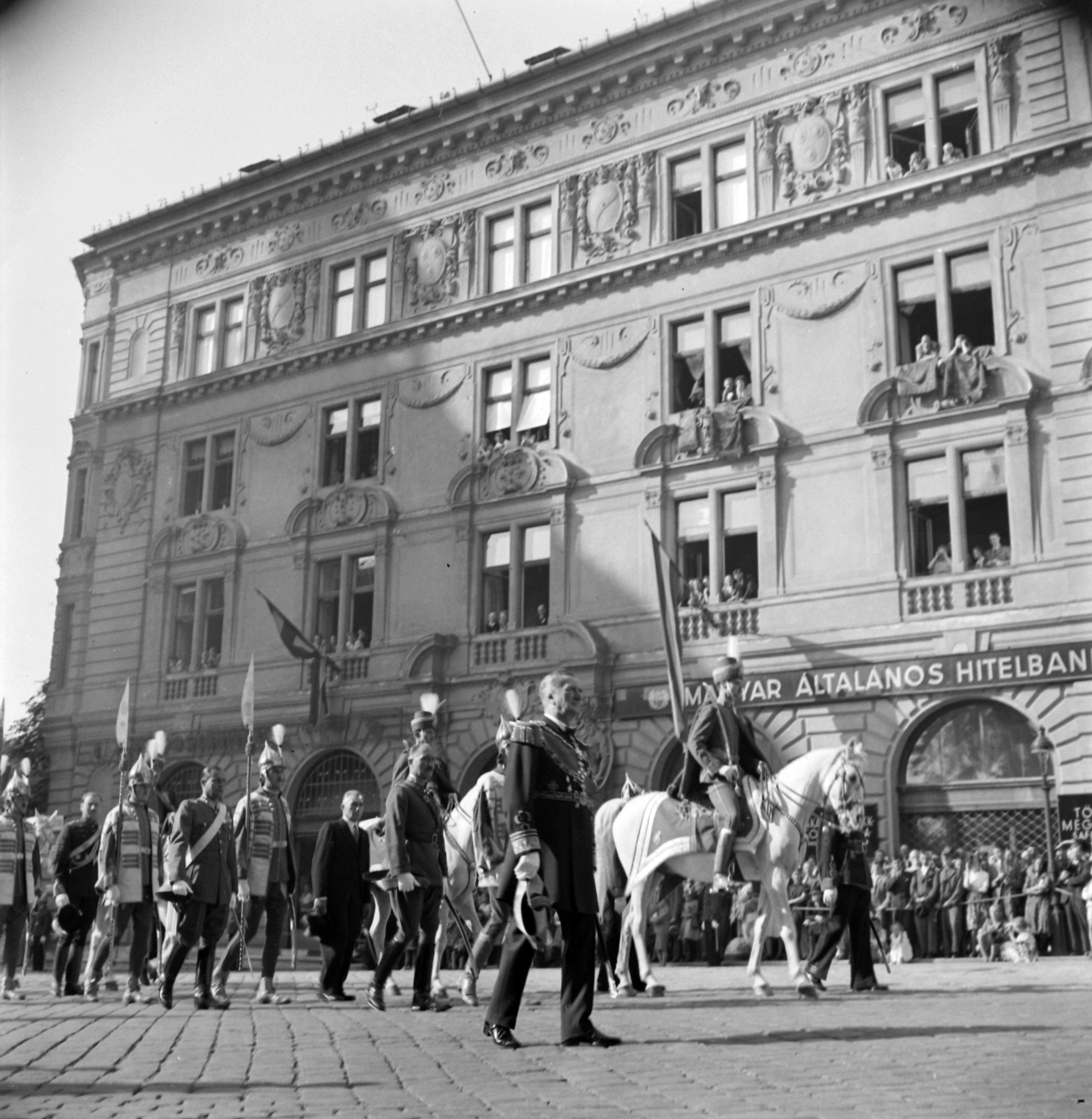
Миклош Хорти и королевская гвардия на праздновании Дня святого Иштвана 20 августа 1938 года

Территории, аннексированные Венгерским королевством в 1938-1941 годах

Территории, аннексированные Венгерским королевством в 1938-1941 годах, с обозначением окружающих государств и точных дат

Королевство Венгрия (венг. Magyar Királyság) — фашистское государство, существовавшее на территории нынешней Венгрии в период 1920—1946 годов, находившейся под управлением регента Миклоша Хорти («Хортистская Венгрия»). Официально являвшийся королём Венгрии Карл IV, умерший в 1922 году, как и его сын — наследник граф Отто Габсбург, так и не смогли вернуть себе реальную власть в Венгрии в связи с угрозой войны с соседними государствами, а также из-за противодействия со стороны регента Хорти. Королевство Венгрия было одним из государств «оси» в годы Второй мировой войны, однако в 1944 году страна была оккупирована нацистской Германией. В последние месяцы Великой Отечественной войны в Венгрии существовало два враждебных друг другу правительства: Правительство национального единства и Временное национальное правительство на оккупированной СССР территории.

## История

### Создание
6 августа 1919 года правительство Венгерской Советской Республики пало под ударами румынских королевских войск, а его руководители бежали в Австрию. В обстановке хаоса и безвластия на неоккупированной румынскими войсками территории Венгрии была создана венгерская национальная армия под командованием адмирала Миклоша Хорти. Его войска жестоко расправились с дезорганизованными коммунистическими силами и 16 ноября 1919 года вошли в Будапешт.
После вывода оккупационных войск Румынии в 1920 году коалиция правых политических сил объединилась и вернула Венгрии конституционную монархию. Выбор нового короля был задержан из-за гражданской войны и поэтому было принято решение избрать регента. Бывший адмирал австро-венгерского флота Миклош Хорти был избран регентом и оставался им до падения государства, став таким образом уникальным в своем роде руководителем — «адмиралом без флота, регентом в королевстве без короля».
4 июня 1920 года между Венгрией и странами Антанты был подписан Трианонский мирный договор, закрепивший послевоенное положение. По нему Венгрия, как проигравшая сторона, лишилась ⅔ территории.
В 1921 году бывший император Австро-Венгрии Карл I дважды пытался вернуть себе венгерский престол, но в связи с угрозой войны с соседними государствами, а также из-за противодействия со стороны регента Хорти эти попытки были безуспешными.
Упорядочением общественной и экономической жизни Венгрии руководил наиболее талантливый политик эпохи граф Иштван Бетлен, бывший премьер-министром в 1921—1931 годах. Достаточно успешно развивалась промышленность, в три раза возросло производство электроэнергии. Для сельского хозяйства после довольно умеренной земельной реформы оставалось характерным преобладание крупных поместий.
По Сен-Жерменскому договору 1919 года Австрия должна была получить от Венгрии Бургенланд без Шопрона. Однако фактическое занятие Бургенланда 28 августа 1921 года австрийской полицией и пограничниками было остановлено в тот же день венгерскими боевиками при военной поддержке Венгрии. С помощью итальянского дипломатического посредничества кризис был почти решён осенью 1921 года, когда Венгрия решила разоружить боевиков. Но был назначен референдум об объединении части территорий Бургенланда с венгерским населением, включая Эденбург (Шопрон), являвшийся столицей Бургенланда, с Венгрией. Референдум проходил с 14 по 16 декабря 1921 года и, согласно итогам, большинство проголосовало за присоединение к Венгрии. Австрия же итоги референдума ставила под сомнение, и в итоге Венгрия оставила за собой лишь Шопрон.
Важнейшей целью венгерских политиков после заключения Трианонского мирного договора было изменение его условий. У них появилась возможность добиться этого после прихода к власти в Германии НСДАП в 1933 году, поскольку они ставили своей основной целью полный пересмотр Версальско-Вашингтонской системы международных отношений. Осенью 1938 года произошло расчленение Чехословакии, в результате которого Венгрии по решению Первого Венского арбитража были возвращены значительные территории Южной Словакии, населенные венграми, а в 1940 году по решению Второго Венского арбитража Венгрии удалось возвратить большую часть Северной Трансильвании..
Под влиянием ориентации на нацистскую Германию и венгерских крайних правых движений в 1938 и 1939 годах было узаконено ограничение роли еврейского населения в экономической и общественной жизни, а в 1941 году были запрещены и браки евреев с венграми.

### Вторая мировая война
Венгрия присоединилась к Германии и Италии во время их вторжения в Югославию в 1941 году. По итогам кампании Венгрии было разрешено присоединить Бачку, регион в Воеводине, в котором проживало значительное количество сербов, а также регионы Прекмурье и Меджимурье, имевшие словенское и хорватское национальные большинства соответственно. Другие претензии к Хорватии были прекращены после создания Независимого государства Хорватия, союзного объединения нацистской Германии и Румынии против Советского Союза.
Опасаясь укрепления Румынии, венгерское правительство направило войска для поддержки вермахта против Советского Союза. Венгерские войска понесли большие потери во время Сталинградской битвы. 19 марта 1944 года, когда советские войска уже быстро продвигались на запад, пацифистски настроенная часть оппозиции объединилась в Венгерский фронт (Magyar Front), в который вошли КПВ, СДПВ и НПМСХ, каждая из которых делегировала по одному представителю в исполнительный комитет (Intéző Bizottság) Венгерского фронта. 11 октября 1944 года Венгрия заключила перемирие с государствами Антигитлеровской коалиции, 15 октября соглашение о перемирии было опубликовано, однако уже 16 октября М. Хорти отказался от полномочий в пользу в этот же день назначенного премьер-министра, лидера фашистской партии «Скрещённые стрелы» — Ференца Салаши. Было провозглашено о создании правительства национального единства. На территорию Венгрии был введён вермахт.
1 февраля 1946 года Национальное Собрание упразднило монархию и провозгласило Венгерскую Республику.

## Административное деление
Королевство Венгрия являлось унитарным государством. Территория делилась на 25 комитатов и несколько городов на правах комитата (törvényhatósági jogú város).
Комитаты:
- Шопрон (Шопрон)
- Ваш (Сомбатхей)
- Зала (Залаэгерсег)
- Дьёр-Мошон-Пожонь (центр - Дьер)
- Веспрем (Веспрем)
- Фейер (Секешфехервар)
- Тольна (Сексард)
- Комаром и Эстергом (Эстергом)
- Баранья (Печ)
- Ноград и Хонт (Балашшадьярмат)

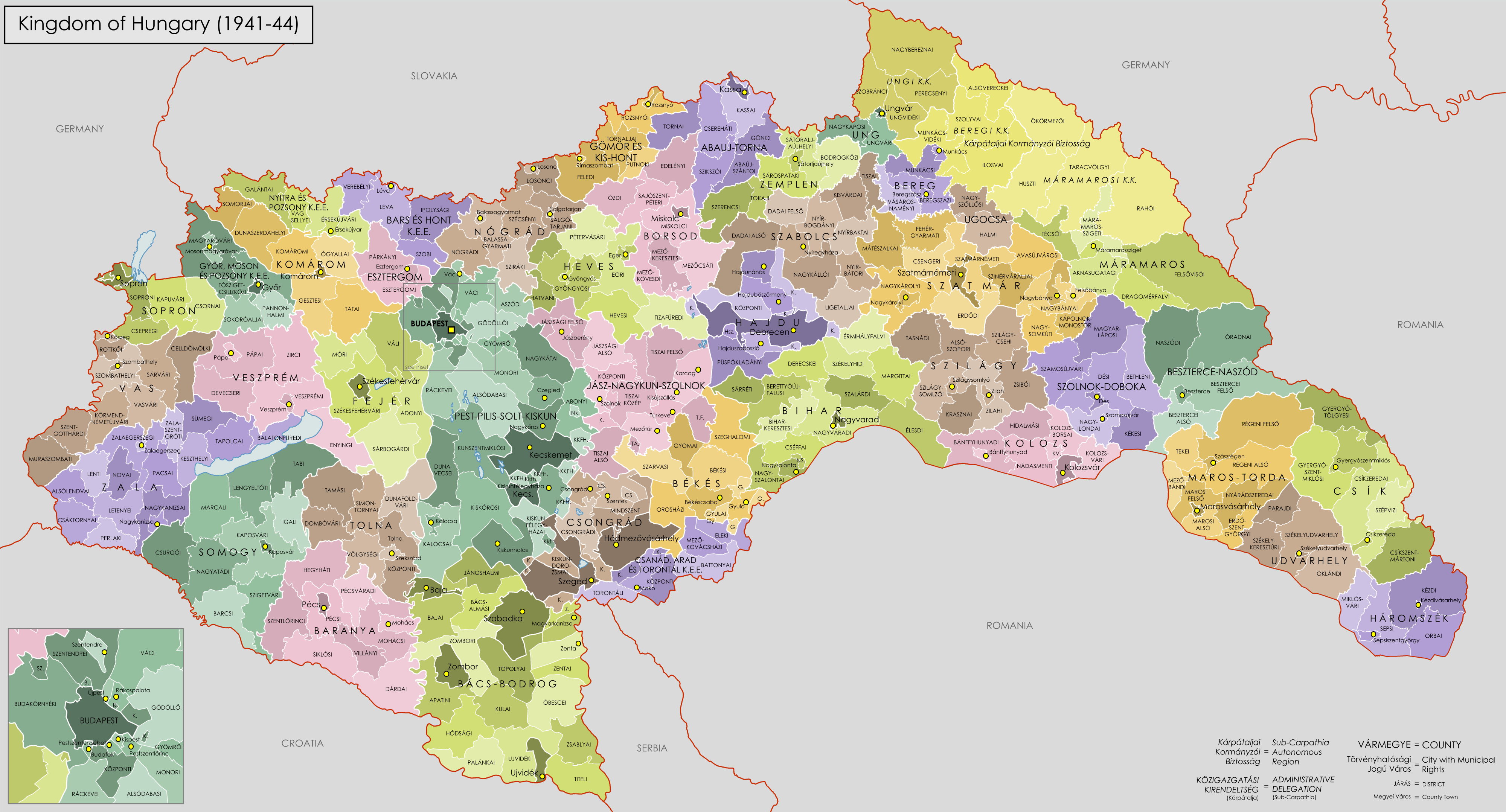
Королевство Венгрия в 1941—1944 гг.

- Пешт-Пилиш-Шольт-Кишкун (Будапешт)
- Бач-Бодрог (Зомбор)
- Боршод, Гёмёр и Кишхонт (центр - Мишкольц)
- Хевеш (Эгер)
- Яс-Надькун-Сольнок (Сольнок)
- Чонград (Сентеш)
- Бекеш (Дьюла)
- Чанад-Арад-Торонтал (Мако)
- Абауй-Торна (центр - Кашша, в 1920-1938 гг. - Сиксо)
- Земплен (Шаторальяуйхей)
- Сабольч и Унг (Ньиредьхаза)
- Хайду (Дебрецен)
- Бихар (Береттьоуйфалу)
- Сатмар, Угоча и Берег (Матесалька)

Города на правах комитата:
- Байя
- Дебрецен
- Дьёр
- Ходмезёвашархей
- Кечкемет
- Мишкольц
- Печ
- Шопрон
- Сегед
- Секешфехервар

Комитаты делились на города и общины. Города на правах комитата на районы.
Комитаты
Представительные органы местного самоуправления комитатов — комитатские веча (közgyűlés), избирались населением по одномандатным округам, исполнительные органы местного самоуправления — губернаторы (alispán), избирались комитатскими вечами, центральная власть была представлена представителями правительства (főispán), которые назначались регентом по предложению министра внутренних дел.
Города
Представительные органы местного самоуправления городов — городские представительства, избирались населением по одномандатным округам, исполнительные органы местного самоуправления городов — мэры (polgármester), избирались городскими представительствами.
Общины
Представительные органы местного самоуправления общин — общинные представительства, избирались населением по одномандатным округам, исполнительные органы местного самоуправления общин — мэры, избирались общинными представительствами.
Районы
Представительные органы местного самоуправления районов — районные представительства, избирались населением по одномандатным округам, исполнительные органы местного самоуправления районов — мэры, избирались районными представительствами.

## Государственный строй
Королевство Венгрия являлось конституционной дуалистической цензовой монархией. Глава государства — регент. Законодательный орган — Государственное Собрание, состояло из Верхней Палаты и Нижней Палаты, избиралась народом по одномандатным округам. Исполнительный орган — Министерство, назначалось регентом.

## Правовая система
Высшая судебная инстанция — Венгерская Королевская Курия (Magyar Királyi Kúria), суды апелляционной инстанции — судебные скамьи (Ítélőtábla), суды первой инстанции — трибуналы (Törvényszék), низшее звено судебной системы — местные суды (helyi bíróság), судьи всех судов назначались регентом, граждане участвующие в рассмотрении судебных дел — заседатели (Ülnök).

## Силовые структуры
- Венгерское войско[5]
  - 1-я бригада (1. vegyesdandár), штаб в Будапеште
  - 2-я бригада (2. vegyesdandár), штаб в Секешфехерваре
  - 3-я бригада (3. vegyesdandár), штаб в Сомбатхее
  - 4-я бригада (4. vegyesdandár), штаб в Пече
  - 5-я бригада (5. vegyesdandár), штаб в Сегеде
  - 6-я бригада (6. vegyesdandár), штаб в Дебрецене
  - 7-я бригада (7. vegyesdandár), штаб в Мишкольце

## Экономика
Денежная единица — пенгё (Pengő), был представлен:
- Бронзовыми монетами номиналом в 1 и 2 филера, медно-никелевыми монетами номиналом в 10, 20 и 50 филеров, серебряными монетами номиналом в 1 и 2, а с 1939 года — 5 пенгё[6]
- Банкнотами номиналом в 5, 10, 20, 50, 100 и 1.000 пенгё[7], эмитировались Венгерским национальным банком (Magyar Nemzeti Bank).

Почтовые услуги и телефон — Венгерская королевская почта (Magyar Királyi Posta).
Железнодорожные перевозки — Венгерские королевские железные дороги (Magyar Királyi Államvasutak).
Трамвай существовал в Будапеште, Дебрецене, Мишкольце, Пече, Сегеде, Шопроне, Сомбатхее и Ньиредьхазе.

## Религия
- Епархии Католической церкви — объединяли большинство верующих страны, преимущественно венгров-католиков, а также мадьяризированных немцев-католиков
  - Митрополия Эстергома
    - Архиепархия Эстергома (Esztergom Főegyházmegye)
    - Епархия Дьёра (Győri Egyházmegye)
    - Епархия Секешфехервара (Székesfehérvári Egyházmegye)
    - Епархия Сомбатхея (Szombathelyi egyházmegye)
    - Епархия Веспрема (Veszprémi Egyházmegye)

  - Митрополия Калочи
    - Архиепархия Калочи (Kalocsa Főegyházmegye)
    - Епархия Печа (Pécsi Egyházmegye)
    - Епархия Чанада (Csanád Egyházmegye)

  - Митрополия Эгера
    - Архиепархия Эгера (Egri főegyházmegye)
    - Епархия Ваца (Váci Egyházmegye)

  - Епархия Хайдудорога (Hajdúdorogi egyházmegye) — объединял преимущественно мадьяризированных русин-униатов
  - Апостольский экзархат Мишкольца (Miskolci apostoli exarchátus) — объединял преимущественно русин-униатов
- Евангелическо-лютеранская церковь Венгрии (Magyar Evangélikus-Lutheránus Egyház) — объединяла преимущественно мадьяризированных немцев-лютеран, а также венгров-лютеран[8]
- Венгерская реформатская церковь (Magyarországi Református Egyház) — объединяла преимущественно венгров-кальвинистов, а также мадьяризированных немцев-кальвинистов[9]
- Баптистская церковь Венгрии (Magyarországi Baptista Egyház) — объединяла преимущественно венгров-баптистов, а также мадьяризированных немцев-баптистов
- Венгерская уния Церкви адвентистов седьмого дня — объединяла адвентистов 7-го дня

## Образование и наука
Ведущее научное учреждение - Венгерская королевская академия наук.
Университеты:
- Будапештский королевский университет;
- Дебренценский королевский университет;
- Сегедский королевский университет.

## Средства массовой информации
Акционерное общество Радиоэлет (Rádióélet) располагала:
- радиостанцией в Будапеште, передающей общенациональную программу, ретранслировавшуюся через проводное вещание;
- радиостанциями в Будапеште, Дебренце, Мишкольце, Дьоре, Пече и Сегеде, передающими местные программы.